# Resolutie 820 Veiligheidsraad Verenigde Naties
Resolutie 820 van de Veiligheidsraad van de Verenigde Naties werd op 18 april 1993 met dertien stemmen voor en twee onthoudingen van China en Rusland aangenomen bij de 3200e vergadering van de VN-Veiligheidsraad, en verzwaarde de sancties tegen Servië en Montenegro vanwege diens rol in de Bosnische Burgeroorlog.

## Achtergrond
In 1980 overleed de Joegoslavische leider Tito, die decennialang de bindende kracht was geweest tussen de zes deelstaten van het land. Na zijn dood kende het nationalisme een sterke opmars, en in 1991 verklaarden verschillende deelstaten zich onafhankelijk. Zo ook Bosnië en Herzegovina, waar in 1992 een burgeroorlog ontstond tussen de Bosniakken, Kroaten en Serviërs. Deze oorlog, waarbij etnische zuiveringen plaatsvonden, ging door tot in 1995 vrede werd gesloten.

## Inhoud

### Waarnemingen
De Veiligheidsraad bevestigde de nood aan een duurzame vredesregeling en de soevereiniteit, territoriale integriteit en onafhankelijkheid van Bosnië en Herzegovina, alsook dat het met geweld innemen van grondgebied en etnische zuivering onaanvaardbaar zijn. Alle ontheemden moesten ook in vrede naar hun huizen kunnen terugkeren.
Resolutie 808, die een internationaal tribunaal oprichtte om schenders van het humanitaire recht te vervolgen, werd bevestigd. De Raad was gealarmeerd door de slechte omstandigheden van de slachtoffers van het conflict.

### Handelingen
De Veiligheidsraad prees het vredesplan voor Bosnië en Herzegovina dat door twee Bosnische partijen volledig aanvaard werd. De Bosnische Serviërs deden dat echter niet en die partij werd opgeroepen het plan alsnog te aanvaarden.
Van alle partijen werd geëist dat ze het staakt-het-vuren naleefden en geen vijandelijkheden meer pleegden. Ook moesten ze UNPROFOR en de hulporganisaties respecteren, hen onbeperkte toegang geven tot heel het land, met hen samenwerken en de veiligheid van hun personeel verzekeren.
Opnieuw werden de schendingen van het internationaal humanitair recht veroordeeld, en in het bijzonder de etnische zuiveringen en opsluitingen en verkrachtingen van vrouwen. Alle in oorlogstijd gemaakte aanspraken op grondgebied werden nietig verklaard en alle ontheemden hadden het recht om terug huiswaarts te keren.
De Veiligheidsraad wilde helpen met de uitvoering van het vredesplan en vroeg de secretaris-generaal om zo mogelijk binnen de 9 dagen te rapporteren met gedetailleerde voorstellen voor onder meer effectieve controle op zware wapens en vroeg de lidstaten daaraan mee te werken.

#### B
De Veiligheidsraad besliste dat de maatregelen die hieronder volgden binnen negen dagen zouden ingaan tenzij de Bosnische Serviërs het vredesplan tekenden en hun aanvallen staakten. Moesten ze daarna hun aanvallen alsnog hervatten, dan zouden de maatregelen onmiddellijk van kracht worden.
- In-, uit- en doorvoer in de beschermde gebieden en door de Bosnische Serviërs gecontroleerde gebieden mochten enkel met toestemming van Kroatië of Bosnië en Herzegovina, met uitzondering van hulpgoederen.
- Alle landen moesten voorkomen dat goederen voor andere plaatsen naar die gebieden werden afgeleid.
- Alle partijen moesten samenwerken met UNPROFOR aan de controle op immigratie en douane.
- Alle scheepvaart op de Donau moest geautoriseerd worden door het met resolutie 724 opgerichte comité en gecontroleerd worden.
- Geen schepen uit of in bezit van Servië en Montenegro of in schending van de resoluties mogen waterinstallaties in de lidstaten passeren.
- De landen aan de oevers van de Donau zijn verantwoordelijk te zorgen dat de scheepvaart voldoet aan de resoluties en ze mogen daarvoor schepen inspecteren.
- Herinnert landen aan het belang van die maatregelen en roept ze op overtreders te vervolgen.
- Besliste dat landen waarin zich fondsen van of uit Servië en Montenegro bevonden die moeten bevriezen.
- Besliste alle transport van en naar Servië en Montenegro te verbieden behalve:
a. Medische- en voedselvoorraden.
b. Humanitaire hulp.
c. Gelimiteerde uitzonderlijk toegestane transporten.
- Alle buurlanden moesten vrachtvervoer naar Servië en Montenegro voorkomen behalve op een beperkt aantal plaatsen.
- Alle landen moesten schepen, voertuigen en vliegtuigen van of uit Servië en Montenegro op hun grondgebied in beslag nemen.
- Alle schepen, voertuigen en vliegtuigen die verdacht werden de resoluties te schenden moesten in afwachting van het onderzoek vastgehouden worden.
- De kosten van die inbeslagnames mochten op de eigenaars verhaalt worden.
- Er mochten geen diensten naar Servië en Montenegro geleverd worden, behalve telecommunicatie-, post- en juridische diensten.
- Alle commerciële scheepvaart in de territoriale wateren van Servië en Montenegro werd verboden.
- Al die maatregelen golden niet voor UNPROFOR, de Internationale Conferentie over Voormalig Joegoslavië en de Waarnemingsmissie van de Europese Gemeenschap.

#### C
Alle maatregelen zouden herbekeken worden als alle partijen het vredesplan hadden aanvaardt om ze geleidelijk aan op te heffen. Ten slotte nodigde de Veiligheidsraad nog alle landen uit bij te dragen aan de heropbouw van Bosnië en Herzegovina.

## Verwante resoluties
- Resolutie 817 Veiligheidsraad Verenigde Naties
- Resolutie 819 Veiligheidsraad Verenigde Naties
- Resolutie 821 Veiligheidsraad Verenigde Naties
- Resolutie 824 Veiligheidsraad Verenigde Naties

Lijst ·  800 ·  801 ·  802 ·  803 ·  804 ·  805 ·  806 ·  807 ·  808 ·  809 ·  810 ·  811 ·  812 ·  813 ·  814 ·  815 ·  816 ·  817 ·  818 ·  819 ·  820 ·  821 ·  822 ·  823 ·  824 ·  825 ·  826 ·  827 ·  828 ·  829 ·  830 ·  831 ·  832 ·  833 ·  834 ·  835 ·  836 ·  837 ·  838 ·  839 ·  840 ·  841 ·  842 ·  843 ·  844 ·  845 ·  846 ·  847 ·  848 ·  849 ·  850 ·  851 ·  852 ·  853 ·  854 ·  855 ·  856 ·  857 ·  858 ·  859 ·  860 ·  861 ·  862 ·  863 ·  864 ·  865 ·  866 ·  867 ·  868 ·  869 ·  870 ·  871 ·  872 ·  873 ·  874 ·  875 ·  876 ·  877 ·  878 ·  879 ·  880 ·  881 ·  882 ·  883 ·  884 ·  885 ·  886 ·  887 ·  888 ·  889 ·  890 ·  891 ·  892